# Стефан Брізе
Стефа́н Брізе́ (фр. Stéphane Brizé; нар. 18 жовтня 1966, Ренн, Іль і Вілен, Франція) — французький кінорежисер, сценарист, продюсер та актор.

## Біографія
Стефан Брізе народився 18 жовтня 1966 року в Ренні (департамент Іль і Вілен, Франція). Навчався на інженера, після чого певний час працював на телебаченні, потім захопився театром — став брати уроки акторської гри, здійснив кілька театральних постановок.
У 1993 році зняв свій перший короткометражний фільм «Bleu dommage». Повнометражний дебютний фільм режисера «Синява міст», що відбувся у 1999 році, потрапив до програми «Двотижневика режисерів» Каннського кінофестивалю. Другий фільм Брізе «Я тут не для того, щоб мене любили» (2005) відзначний трьома номінаціями на премію «Сезар» (найкраща чоловіча роль, найкраща жіноча роль та найкраща чоловіча роль другого плану). У 2006 році поставив фільм «Між дорослими», продюсером якого виступив Клод Лелюш.
Четвертий фільм Стефана Брізе «Мадемуазель Шамбон», знятий у 2009 році за книгою Еріка Голдера, мав величезний успіх у французької публіки (стрічку подивилися понад 600 тисяч глядачів) і був номінований на 3 премії «Сезар» та на американську кінопремію «Незалежний дух». Фільм 2012 року «За кілька годин весни» за участю Венсана Лендона, Елен Вансен та Еммануель Сеньє біло номіновано у 4 категоріях на отримання премії «Сезар».
У 2015 році фільм режисера «Закон ринку» змагався за «Золоту пальмову гілку» 68-го Каннського кінофестивалю та отримав Приз екуменічного журі, а виконавець головної ролі Венсан Лендон — Приз за найкращу чоловічу роль.

## Фільмографія
Прим.: к/м — короткометражний фільм
Режисер та сценарист
| Рік  | Назва                              | Оригінал                         | Опис                                   |
| ---- | ---------------------------------- | -------------------------------- | -------------------------------------- |
| 1993 |                                    | Bleu dommage                     | к/м, режисер, сценарист                |
| 1999 | Синява міст                        | Le bleu des villes               | режисер, сценарист                     |
| 2005 | Я тут не для того, щоб мене любили | Je ne suis pas là pour être aimé | режисер, сценарист                     |
| 2006 | Між дорослими                      | Entre adultes                    | режисер, сценарист                     |
| 2009 | Мадемуазель Шамбон                 | Mademoiselle Chambon             | режисер, сценарист(з Флоренс Віньон)   |
| 2012 | За декілька годин до весни         | Quelques heures de printemps     | режисер, сценарист (з Флоренс Віньон)  |
| 2015 | Закон ринку                        | La loi du marché                 | режисер, сценарист (з Олів'є Горсом)   |
| 2016 | Життя                              | Une Vie                          | режисер, сценарист (з Флоренс Віньйон) |
| 2018 | На війні                           | En guerre                        | режисер                                |

Актор
- 1993: Bleu dommage — к/м
- 1995: Для крихітки Маргері / Au petit Marguery — інтерн
- 1995: Ada sait pas dire non — к/м
- 1999: Наші щасливі життя / Nos vies heureuses — Марко
- 2008: Новий протокол / Le nouveau protocole — Жильбер Вассер

## Визнання
| Рік                                                 | Категорія                                  | Фільм                              | Результат |
| --------------------------------------------------- | ------------------------------------------ | ---------------------------------- | --------- |
| Кінофестиваль детективних фільмів у місті Коньяк    |                                            |                                    |           |
| 1994                                                | Найкращий короткометражний фільм           | Bleu dommage                       | Перемога  |
| Кінофестиваль у Довілі                              |                                            |                                    |           |
| 1999                                                | Приз Мішеля д'Орнано                       | Синява міст                        | Перемога  |
| Міжнародний фестиваль франкомовних фільмів у Намюрі |                                            |                                    |           |
| 1999                                                | Приз молодіжного журі (Похвальний відгук)  | Синява міст                        | Перемога  |
| Міжнародний кінофестиваль у Сан-Себастьяні          |                                            |                                    |           |
| 2005                                                | Головний приз Золота мушля                 | Я тут не для того, щоб мене любили | Номінація |
| 2005                                                | Приз CAC за найкращий фільм                | Я тут не для того, щоб мене любили | Перемога  |
| Фестиваль романтичних фільмів у Вероні              |                                            |                                    |           |
| 2006                                                | Спеціальний приз журі                      | Я тут не для того, щоб мене любили | Перемога  |
| Стамбульський міжнародний кінофестиваль             |                                            |                                    |           |
| 2010                                                | Приз ФІПРЕССІ                              | Мадемуазель Шамбон                 | Перемога  |
| Премія «Сезар»                                      |                                            |                                    |           |
| 2010                                                | Найкращий адаптований сценарій             | Мадемуазель Шамбон                 | Перемога  |
| 2013                                                | Найкраща режисерська робота                | За декілька годин до весни         | Номінація |
| 2013                                                | Найкращий сценарій                         | За декілька годин до весни         | Номінація |
| 2016                                                | Найкращий фільм                            | Закон ринку                        | Номінація |
| 2016                                                | Найкращий режисер                          | Закон ринку                        | Номінація |
| Каннський міжнародний кінофестиваль                 |                                            |                                    |           |
| 2015                                                | Золота пальмова гілка                      | Закон ринку                        | Номінація |
| 2015                                                | Приз екуменічного журі — Спеціальна згадка | Закон ринку                        | Перемога  |
| 2018                                                | Золота пальмова гілка                      | На війні                           | Номінація |
| Премія «Люм'єр» (22-га церемонія)                   |                                            |                                    |           |
| 2017                                                | Найкращий режисер                          | Життя                              | Номінація |
| Міжнародний кінофестиваль у Лачено (Італія)         |                                            |                                    |           |
| 2018                                                | Премія П'єра Паоло Пазоліні                | за життєві досягнення              | Перемога  |

## Громадська позиція

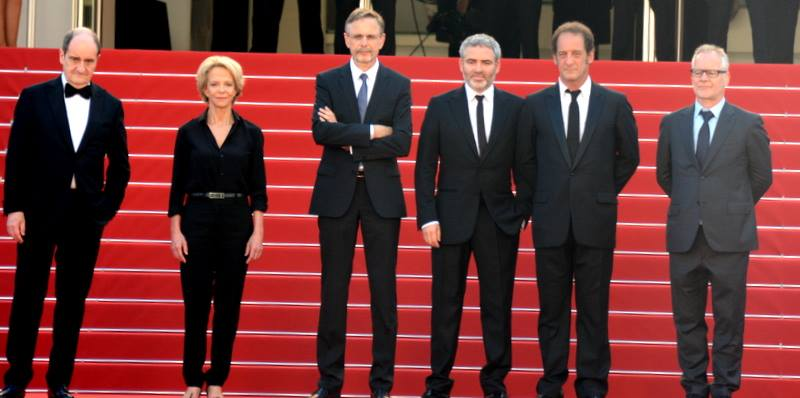
С. Брізе (третій справа) у Каннах, 2015

У 2018 підтримав звернення Європейської кіноакадемії на захист ув'язненого у Росії українського режисера Олега Сенцова.